# 劉愷 (南朝)
宜陽王劉愷（5世紀—454年），字景穆，彭城郡彭城縣人，南朝宋南郡王劉義宣第二子。

## 生平
劉愷出生後，被伯父宋文帝養於宮內，受到的寵愛與皇子等同。十歲時，以王子例封宜陽縣開國侯，食邑千戶。起家為建威將軍、南彭城沛二郡太守。後遷步兵校尉，轉黃門侍郎，太子中庶子，領長水校尉。
元嘉三十年（453年），劉劭弒父篡位，以劉愷為散騎常侍。不久，宋孝武帝即位，以劉愷為祕書監，未拜即遷任輔國將軍、南彭城下邳二郡太守。同年六月辛未（7月21日），劉愷又轉任五兵尚書，進封南譙郡王，因被南郡王劉義宣固辭而降為宜陽縣王。
孝建元年（454年），南郡王劉義宣起兵造反。消息傳至建康後，劉愷穿婦人衣逃出尚書寺，投奔臨汝公孟詡。孟詡遂在妻子的房間內挖地窟以窩藏劉愷。事情敗露後，劉愷被收付廷尉，然後在江寧墓所被賜死。